# 盛园
盛园是位于中国北京市西城区小石桥胡同24号、甲24号的一座宅园，原为盛宣怀的住宅。

## 历史
该宅园原来是清朝末年邮传部大臣盛宣怀的住宅，故得名“盛园”。中华民国大陆时期，该宅园曾是外交部部长王荫泰的住宅。中华人民共和国成立后，中华人民共和国副主席董必武曾在此寓居，并且在花园北部兴建了楼宇，用于起居、办公、会客。2010年代时，该宅园正在由竹园宾馆以及文化部幼儿园使用。
竹园宾馆1982年成立，隶属中共中央直属机关事务管理局，是1985年北京市旅游局公布的17家涉外饭店之一（同批公布的还有北京饭店、友谊宾馆等）。内有许多古建筑和古树。该宾馆曾接待过瑞典副首相、匈牙利总理、马来西亚王子等数百位国外贵宾，以及十世班禅、溥杰等国内名人。2008年时，每年接待9000多人次，以外宾为主。宾馆占地面积7600多平方米，春夏秋冬四套客房分别由书法家启功、王遐举、刘炳森、董寿平题写“住春斋”、“霁雨轩”、“听秋馆”、“晴雪堂”匾额，另外在听松楼里有刘海粟等多位书画大师的作品。

## 建筑
该宅园东部为住宅，西部为花园，内有两座花厅、长廊以及假山。